# Майк Карвалью
Майк Карвалью (порт. Myke Carvalho; 28 жовтня 1983, Белен, Пара) — бразильський боксер, призер Панамериканських та чемпіон Південноамериканських ігор.

## Аматорська кар'єра
2002 року виграв срібло на Південноамериканських іграх в напівлегкій вазі.
На Олімпійських іграх 2004 в легкій вазі програв у першому бою Алеку де Єсусу (Пуерто-Рико).
На чемпіонаті світу 2005 у першій напівсередній вазі здобув дві перемоги, а у чвертьфіналі програв Емілю Магеррамову (Азербайджан).
2006 року став чемпіоном Південноамериканських ігор. На Панамериканських іграх 2007 завоював бронзову медаль. На чемпіонаті світу 2007 програв у другому бою Дьюла Кате (Угорщина).
На Олімпійських іграх 2008 програв у першому бою Рішарно Коліну (Маврикій).
На чемпіонаті світу 2009 здобув дві перемоги, а у чвертьфіналі програв Дьюла Кате (Угорщина).
2010 року став чемпіоном Південноамериканських ігор. На Панамериканських іграх 2011 в напівсередній вазі здобув дві перемоги та програв у півфіналі Карлосу Банто (Куба) і завоював бронзову медаль.
На чемпіонаті світу 2011 програв у першому бою Василю Білоусу (Молдова).
На Олімпійських іграх 2012 програв у першому бою Ерролу Спенсу (США).